# ケトン供与体
ケトン供与体（けとんきょうよたい）は、消化管内でケトン体を放出し、血中のケトン体濃度を増加させる分子と定義できる。ケトン体は、ミトコンドリアの酸化的リン酸化を介してエネルギー通貨を生み出すエネルギー基質であるとともに多くの生理作用を誘導する生理活性物質としての性質がある。特にケトン体は認知機能を改善する作用や脂肪を消費させる。抗老化分子としても期待されている。この作用を期待して、ケトン体の血中濃度の増加（生理的ケトーシス）を誘導することが可能であるとされる。ケトン供与体には、大きく以下の3種類が存在する。1. ケトン体のナトリウム塩(N=1) 2.ケトンエステルIKE) (N=2) 3.ポリヒドロキシ酪酸(PHB) (N>1000) である。なおＮはケトン体の分子数である。

## ケトン体
ケトン体（3-ヒドロキシ酪酸）は酢酸と同じ程度の酸であり、多量の水で薄めれば飲むことが可能である。通常ケトン体は水酸化ナトリウムで中和して結晶塩を作成するが、ナトリウム負荷が問題となる。この問題を解決するために、ケトン体のアルギニン塩などが開発されているが費用面で問題があるようである。ケトン体のナトリウム塩を摂取後数分で、血中のケトン体濃度を増加（生理的ケトーシス）させることができる。ケトン体のナトリウム塩は分子内からケトン体を1分子（Ｎ＝1）生成させることができる。

## ケトンエステル
ケトンエステル(D-b-hydroxybutyrate-R 1,3-butandiol monoester)はケトン体と1,3-ブタンジオールのエステルである。不斉合成により化学的に合成される。ケトンエステル（ＫＥ）は小腸のエステラーゼで急速に加水分解されて、ケトン体と1,3-ブタンジオールが生じ、この形で小腸上皮から吸収される。1,3-ブタンジオールは肝臓においてアルコール脱水素酵素で酸化されてケトン体を生じる。ＫＥは1分子から、ケトン体2分子（Ｎ＝2）を生成する。ＫＥは数分以内に血中のケトン体濃度を急速に増加させることができ、いわゆる生理的ケトーシスを誘導することができる。

## ポリヒドロキシ酪酸
ポリヒドロキシ酪酸（Polyhydroxybutyrate: ＰＨＢ）はケトン体のポリエステルであり、ある種のバクテリアにおいて、エネルギー基質として高濃度に蓄積される。一般に脊椎動物や節足動物はＰＨＢを加水分解する酵素を持っていないか、たとえ持っていたとしてもわずかな活性しかない。彼らの腸内細菌はＰＨＢを加水分解する酵素をもつ。従ってＰＨＢを摂取すると、小腸ではほとんど加水分解されず、そのまま大腸に到達し、腸内細菌により加水分解されてケトン体を大腸内に放出し、ケトン体は大腸上皮から血中に吸収され、生理的ケトーシスを誘導することができる。しかしケトン体のナトリウム塩やケトンエステルとは異なり、数分ではケトン体濃度が増加しない。腸内細菌によりゆっくりと加水分解されるため、ケトン体濃度の増加には数時間の時間が必要である。またケトン体のナトリウム塩やケトンエステルが数時間しかケトーシスを維持できないのに対して、ＰＨＢは少なくとも10時間、多くは1日以上にわたって生理的ケトーシスを誘導する。ＰＨＢは生理的ケトーシスを持続的に維持できる、唯一の分子であるとされ、抗老化分子としての実用化が待たれる。